# Homero Caro (álbum)
Homero Caro es el primer álbum de estudio oficial del cantautor chileno Homero Caro, lanzado en 1971 por el sello Peña de los Parra, de los hermanos Isabel y Ángel Parra, y distribuido por DICAP.
Víctor Jara realiza una reseña del álbum, escribiendo lo siguiente acerca del cantautor:

«Homero canta. Abre las puertas y lanza sus canciones para encontrar el eco de sus sentimientos. Uno no queda ajeno frente a su voz de matiz fuerte y sensible. Homero sabe que el camino es largo y difícil. Que son muchos los rincones del alma que hay que conocer; pero se lanzó a caminar y sus sentimientos encontraron eco, porque Homero Caro cantando, interpreta la raíz propia de su pueblo. Así, sencillamente. Sin alardes ni rebuscamientos intelectuales. Puesto que la auténtica música popular, nace, florece y se nutre de su propia savia para retornar renovada al surco donde germinó.»
Víctor Jara

## Lista de canciones
| Homero Caro |                            |          |  |
| N.º         | Título                     | Duración |  |
| 1.          | «Canto por un niño muerto» |          |  |
| 2.          | «Corazón maldito»          |          |  |
| 3.          | «Ojitos de pena»           |          |  |
| 4.          | «Ronda del sol»            |          |  |
| 5.          | «Mala estrella»            |          |  |
| 6.          | «Desde que tú te juiste»   |          |  |
| 7.          | «Ya te'i dicho»            |          |  |
| 8.          | «Los monos»                |          |  |
| 9.          | «Cuando salí de mi casa»   |          |  |
| 10.         | «Los pescaditos»           |          |  |
| 11.         | «La muerte»                |          |  |
| 12.         | «Si querís»                |          |  |